# Julia Wärmer
Julia Wärmer (nacida Julia Lepke, Rostock, RDA, 16 de agosto de 1989) es una deportista alemana que compitió en remo.
Ganó dos medallas en el Campeonato Europeo de Remo, en los años 2013 y 2014. Participó en los Juegos Olímpicos de Londres 2012, ocupando el séptimo lugar en la prueba de ocho con timonel.

## Palmarés internacional
| Campeonato Europeo | Campeonato Europeo | Campeonato Europeo | Campeonato Europeo |
| Año                | Lugar              | Medalla            | Prueba             |
| ------------------ | ------------------ | ------------------ | ------------------ |
| 2013               | Sevilla (España)   | Medalla de plata   | Ocho con timonel   |
| 2014               | Belgrado (Serbia)  | Medalla de bronce  | Ocho con timonel   |